# Kamphaeng Phet (Provinz)
Kamphaeng Phet (Thai: กำแพงเพชร, [kampʰɛŋ pʰét]) ist eine Provinz (Changwat) in der unteren Nordregion von Thailand. Die Hauptstadt der Provinz Kamphaeng Phet heißt ebenfalls Kamphaeng Phet.

## Etymologie
Der Name setzt sich aus กำแพง (Kamphaeng, „Mauer“) und เพชร (Phet, „Diamant“; aus Sanskrit वज्र, vájra, dem Namen des Donnerkeils des Gottes Indra) zusammen. Darin kommt der Wunsch zum Ausdruck, die Mauern der Festung Kamphaeng Phet, die in der Vergangenheit ein Vorposten an der Grenze zu Pegu (einem Vorläufer des heutigen Birma) war, mögen hart wie Diamant sein.
Das Siegel der Provinz zeigt dementsprechend einen Teil der historischen Stadtmauer mit Diamanten besetzt.

## Geographie
Der Osten der Provinz ist geprägt durch die Ebene des Mae Nam Ping (Ping Fluss). Im Westen erheben sich die Ausläufer des hinterindischen Gebirges, die weitläufig mit Wald bedeckt sind.
Das Land erstreckt sich im oberen Tal des Mae Nam Chao Phraya (Chao-Phraya-Fluss), wo durch den Ping alluviale Ablagerungen gebildet sind, die sich zu einem Delta ausbilden, das in Richtung Mae Nam Yom (Yom-Fluss) und Mae Nam Nan (Nan-Fluss) führt. Sümpfe und Marschland sind meist am östlichen Ufer des Ping zu finden, vom Landkreis Lan Krabue bis zum Landkreis Khanu Woralaksaburi. Am Ostufer des Ping erstreckt sich eine enge Ebene, die von Bächen durchzogen ist, die aus den Bergen kommen, u. a. der Khlong Suan Mak und der Khlong Khlung. Die Gegend um die fließenden Gewässer ist von fruchtbarem Land umsäumt.
| Benachbarte Provinzen: | Benachbarte Provinzen:    |
| ---------------------- | ------------------------- |
| Norden                 | Sukhothai und Phitsanulok |
| Osten                  | Phichit                   |
| Süden                  | Nakhon Sawan              |
| Westen                 | Tak                       |

### Wichtige Städte
- Phran Kratai
- Khlong Lan

### Wichtige Flüsse
Mae Nam Ping

### Klima
Das Klima ist tropisch-monsunal. Die durchschnittliche Temperatur liegt bei 27,1 °C. Die Höchsttemperatur im Jahr 2009 betrug 40,1 °C, die tiefste Temperatur wurde mit 11,6 °C gemessen. An 121 Regentagen fielen in demselben Jahr 1169,3 mm Niederschlag.

## Bevölkerung
Die Bevölkerung besteht hauptsächlich aus Thai, ein geringer Anteil der Bergvölker lebt im westlichen Bergland. Daneben siedeln aber auch Nachkommen der von Siamesen aus Laos verschleppten Fronarbeiter, die Lao Khrang (deren Gesamtzahl in Thailand bei 53.000 liegt).

## Wirtschaft und Bedeutung

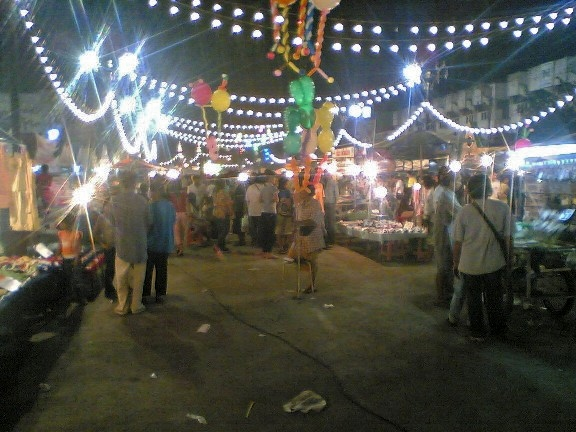
Markt während des Banana Festivals

Hauptwirtschaftsfaktor ist die Landwirtschaft und insbesondere der Reisanbau. Etwa 50 % des Landes in der Provinz sind landwirtschaftlich genutztes Gelände, 22 % sind Waldland. Das bekannteste Produkt der Provinz ist jedoch die Banane, insbesondere der Sorte Kluai Khai („Eierbanane“), einer kleinen, runden und aromatisch-süßen Kulturvarietät der Art Musa acuminata. In jedem Jahr finden Bananen-Festivals statt, um mit einem bunten Fest die Ernte zu feiern. In Kamphaeng Phet befindet sich das „Zentrum zur Sammlung von Bananensorten“, das Zuchtpflanzen verschiedenster Bananensorten vorhält. Daneben werden Reis, Zuckerrohr, Maniok, Soja, Mais, Mungbohnen und Baumwolle angebaut. Eine landesweit bekannte Marke für Kräutergelee (chao kuai) wird in Kamphaeng Phet produziert.
Geflügel, Schweine und Rinder sind Bestandteil landwirtschaftlicher Produktion der Provinz. Daneben werden in den zahlreichen Gewässern auch Fische gefangen, wie der Karpfen, der Wels und der Schlepper.
Viele wertvolle Mineralien finden sich in Kamphaeng Phet. Tatsächlich steht das jährliche Einkommen der Provinz aus Mineralien an zweiter Stelle, insbesondere wegen der Rohöl-Gewinnung in Lan Krabue und dem Abbau von Marmor im Landkreis Phran Kratai.
Im Jahr 2011 betrug das „Gross Provincial Product“ (Bruttoinlandsprodukt) der Provinz 88,786 Milliarden Baht, das entspricht einer Pro-Kopf-Wirtschaftsleistung von 122.781 Baht. Der offizielle Mindestlohn in der Provinz beträgt seit dem 1. April 2012 234 Baht pro Tag (etwa 5 €).

### Daten
Die unten stehende Tabelle zeigt den Anteil der Wirtschaftszweige am Gross Provincial Product in Prozent:
| Wirtschaftszweig | 2006 | 2007 | 2008 | 2009 |
| ---------------- | ---- | ---- | ---- | ---- |
| Landwirtschaft   | 17,7 | 18,4 | 22,7 | 21,7 |
| Berg-, Tagebau   | 21,2 | 21,3 | 21,5 | 20,6 |
| Industrie        | 35,0 | 34,5 | 30,5 | 30,3 |
| Andere           | 26,1 | 25,8 | 25,3 | 25,4 |

Die am stärksten zur Wirtschaftsleistung der Provinz beitragende Branche war im Jahr 2011 das verarbeitende Gewerbe mit 25,029 Mrd. Baht, gefolgt von Bergbau und Steinabbau mit 21,461 Mrd. Baht und der Landwirtschaft mit 18,817 Mrd. Baht.

### Landnutzung
Für die Provinz ist die folgende Landnutzung dokumentiert:
- Waldfläche: 1.266.892 Rai (2.027,0 km²), 23,5 % der Gesamtfläche
- Landwirtschaftlich genutzte Fläche: 2.673.706 Rai (4.277,9 km²), 49,7 % der Gesamtfläche
- Nicht klassifizierte Fläche: 1.439.083 Rai (2.302,6 km²), 26,8 % der Gesamtfläche

## Geschichte

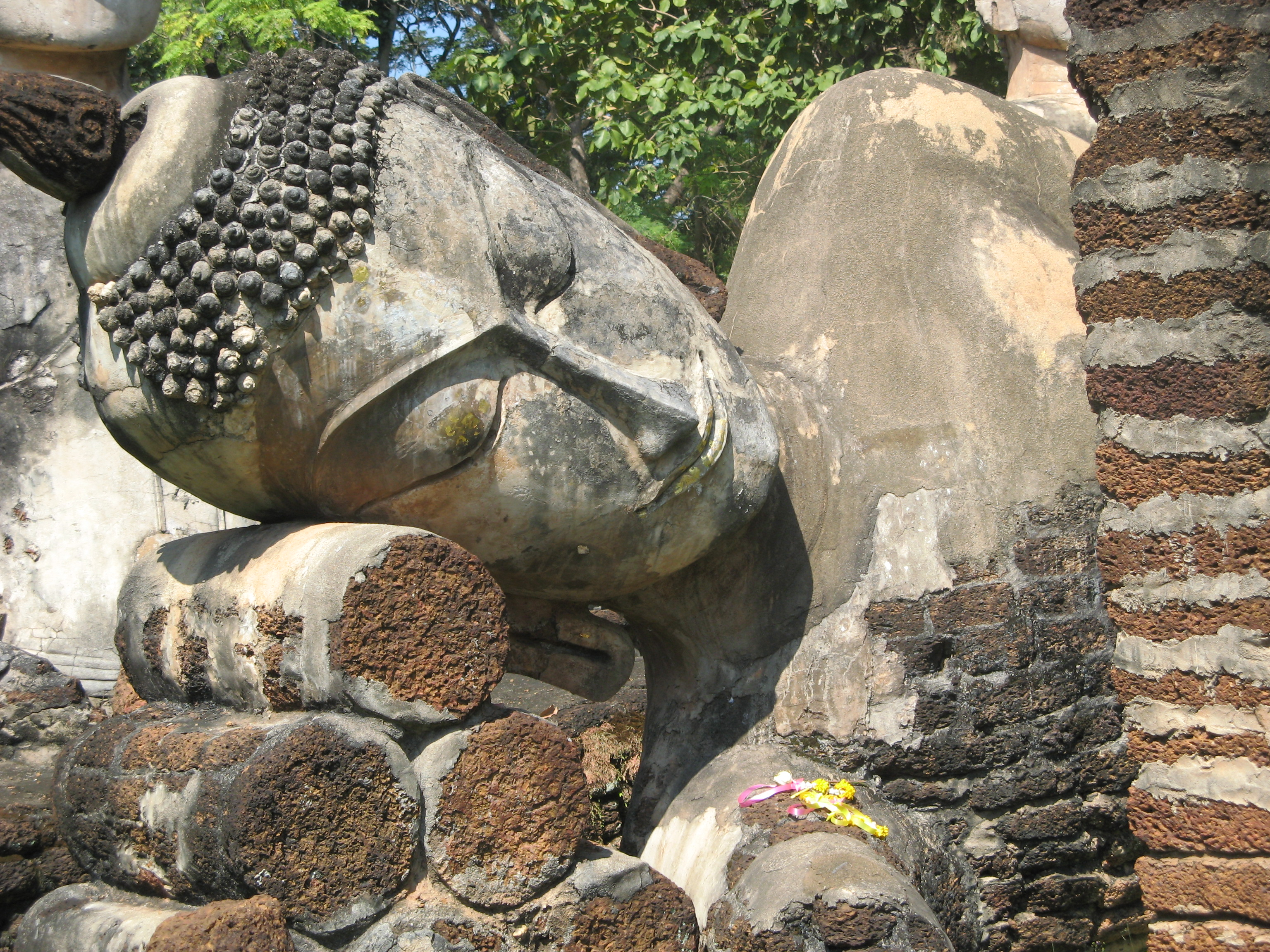
Detail eines historischen Buddhabildnisses im Geschichtspark Kamphaeng Phet (Wat Phra Kaeo)

Die Gegend um die Provinzhauptstadt Kamphaeng Phet am Oberlauf des Maenam Ping ist bereits seit prähistorischen Zeiten besiedelt. So fand man polierte Steinwerkzeuge, Tonkrüge und menschliche Überreste in Khao Kalon, Amphoe Khanu Woralaksaburi. An anderer Stelle, bei Ban Khlong Mueang, Amphoe Kosamphi Nakhon, wurden Steinäxte, Spinnwirtel und Metallschlacke ausgegraben. Von hier aus hat man einfachen Zugang zur Ebene des Chao Phraya, so dass Handel mit den Bergvölkern in den Bergen des Westens und Nordens getrieben werden konnte. Im 11. Jahrhundert ließ sich hier ein Regent aus dem Norden nieder, der vor angreifenden Burmesen fliehen musste.
Kamphaeng Phet war während der Sukhothai – und auch noch später in der Ayutthaya-Periode – eine wichtige Gegend. Sie diente immer wieder als Aufmarschgebiet und westliche Pufferzone für die jahrhundertelangen Kämpfe gegen die Burmesen.
Die Provinzhauptstadt hieß ursprünglich Cha Kang Rao, ein Name der Mon, der so viel wie „Ort am Fluß, in dem Handel und Märkte betrieben werden“ bedeutet. Später wurde der Thai-Name Nakhon Chum angenommen. Die Stadt Kamphaeng Phet entstand dann auf der anderen Seite des Flusses Ping.
Später war Kamphaeng Phet Bestandteil der Region Nakhon Sawan. Unter König Prajadhipok (Rama VII.) wurde Kamphaeng Phet zusammen mit Phichit, Chai Nat, Tak und anderen Provinzen ausgegliedert und zu einer eigenständigen Provinz gemacht.
Siehe auch: Geschichte Thailands und entsprechender Eintrag in Kamphaeng Phet

## Sehenswürdigkeiten

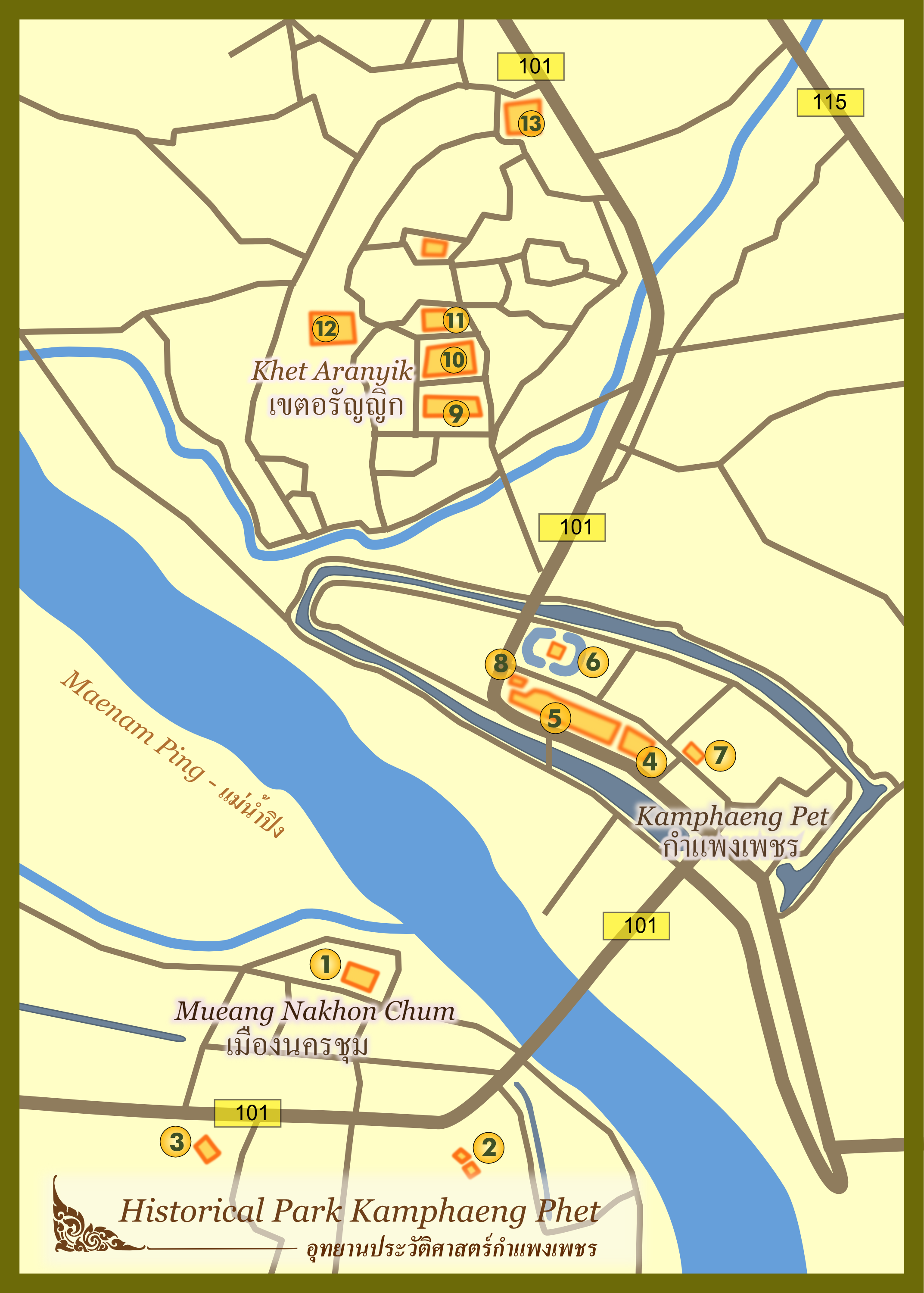
Plan der historischen Stätten im Geschichtspark Kamphaeng Phet

- Geschichtspark Kamphaeng Phet – großer, schattiger Park mit Ruinen vieler Tempel aus der Sukhothai-Zeit, darin auch:
  - Wat Phra Borommathat – in Mueang Nakhon Chum (antike Stadt am Westufer des Ping); eine buddhistische Tempelanlage (Wat) im burmesischen Stil mit schönen Bronze-Statuen des Buddha aus der Sukhothai- und der Ayutthaya-Zeit.
- Marmor-Lagerstätte – in der Amphoe Phran Kratai (seit 1983 in Betrieb)
- Heiße Quelle des Phra Ruang – Heißwasserquelle mit kleinem Geysir, ca. 25 km von der Provinzhauptstadt entfernt.
- Mo Sua Top – in Amphoe Kosamphi Makhon gelegen, prähistorische Ausgrabungen einer Siedlung
- Khao Golon – in Amphoe Khanu Woralaksaburi gelegen, mehr als 2500 Jahre alte Ausgrabungen von Keramiken und späteren Buddha-Statuen
- Nationalparks und Naturschutzgebiete:
  - Nationalpark Mae Wong – etwa 80 km östliche von Kamphaeng Phet; liegt zum Teil in der Provinz Kamphaeng Phet, zum Teil in der Provinz Nakhon Sawan; seit 1987 eingerichtet mit einer Gesamtfläche von 894 km².
  - Nationalpark Khlong Lan – 42 km westlich von Kamphaeng Phet mit Dörfern der Yao, Hmong und Karen
  - Nationalpark Khlong Wang Chao
  - Wildpark Khao Son – Khao Sanam Phriang

## Symbole

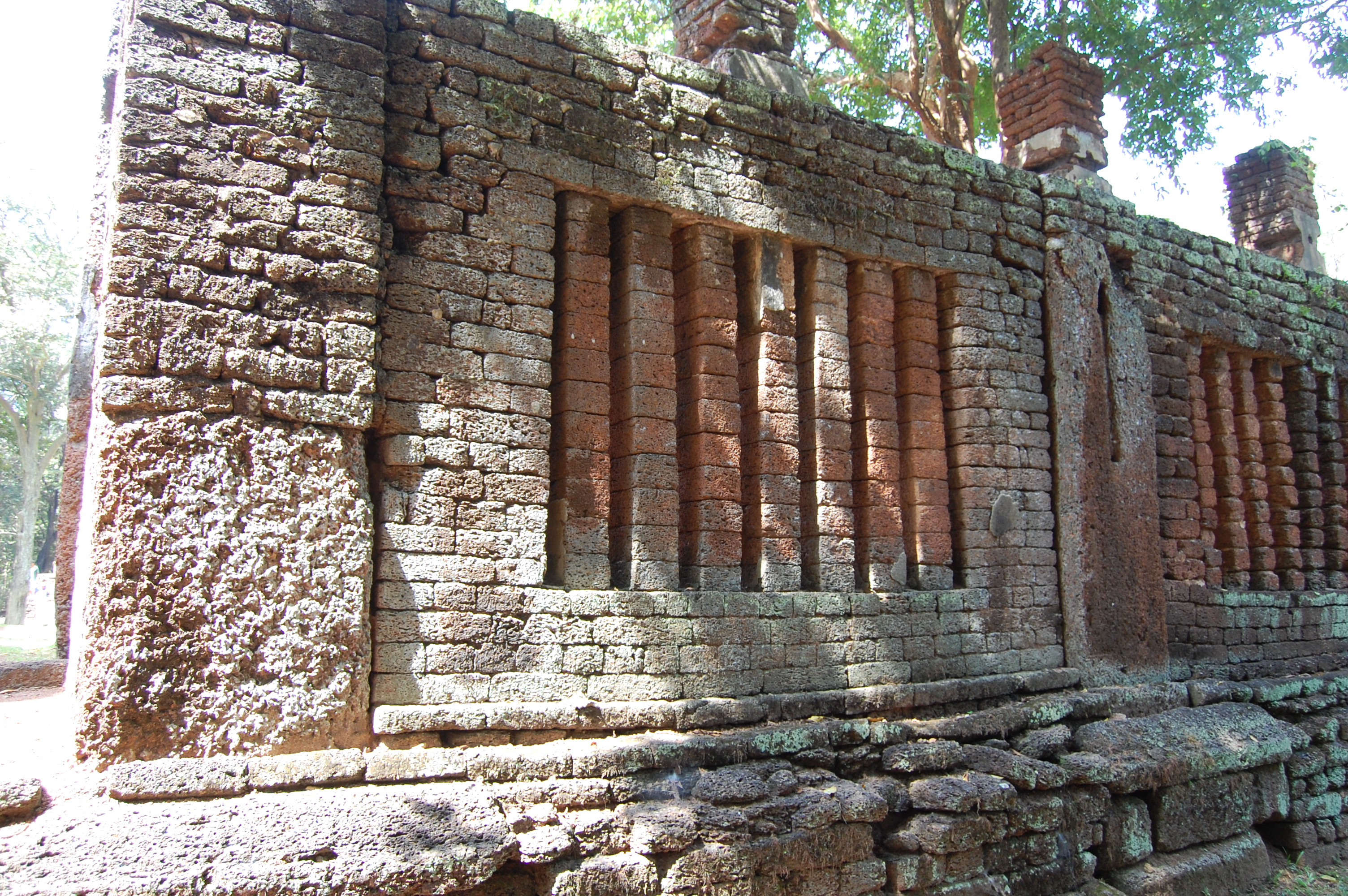
Ein Ausschnitt aus der namengebenden und im Siegel dargestellten historischen Stadtmauer

Das Siegel zeigt eine mit Diamenanten besetzte Wand, ist also redend für den Namen der Provinz. ‚Kamphaeng Phet‘ bedeutet so viel wie „Mauer aus Diamanten“ oder im übertragenen Sinne „unüberwindliche Festung“.
Der lokale Baum ist die Gerber-Akazie (Acadia catechu). Die lokale Blüte ist das so genannte Pferdefleisch-Holz (Bullet Wood, Mimusops eleugi).
Der Wahlspruch der Provinz Kamphaeng Phet lautet:
Das Land von Phra Khruang, den Miniaturen von Buddha-Bildnissen,
Die Stadt der Tapferkeit und Silalang, roten Steinen und süßen Eier-Bananen,
Die Provinz des Khlong Lan-Wasserfalls,
Die Rohöl-Quelle wird Lan Krabue genannt.

## Verwaltungseinheiten

### Provinzverwaltung
Die Provinz Kamphaeng Phet ist eingeteilt in 11 Amphoe (‚Bezirke‘ oder ‚Landkreise‘). Diese sind weiter unterteilt in 78 Tambon (‚Unterbezirke‘ oder ‚Gemeinden‘) und 944 Muban (‚Dörfer‘).
| \| Nr. \| Amphoe \| Thai \| \| Nr. \| Amphoe \| Thai \| \| --- \| --------------------- \| -------------------- \| \| --- \| ------------------ \| ------------------ \| \| 1. \| Mueang Kamphaeng Phet \| (อำเภอเมืองกำแพงเพชร) \| \| 6. \| Phran Kratai \| (อำเภอพรานกระต่าย) \| \| 2. \| Sai Ngam \| (อำเภอไทรงาม) \| \| 7. \| Lan Krabue \| (อำเภอลานกระบือ) \| \| 3. \| Khlong Lan \| (อำเภอคลองลาน) \| \| 8. \| Sai Thong Watthana \| (อำเภอทรายทองวัฒนา) \| \| 4. \| Khanu Woralaksaburi \| (อำเภอขาณุวรลักษบุรี) \| \| 9. \| Pang Sila Thong \| (อำเภอปางศิลาทอง) \| \| 5. \| Khlong Khlung \| (อำเภอคลองขลุง) \| \| 10. \| Bueng Samakkhi \| (อำเภอบึงสามัคคี) \| \| \| \| \| \| 11. \| Kosamphi Nakhon \| (อำเภอโกสัมพีนคร) \| |                       |                      |  |     |                    |                    |
| Nr. | Amphoe                | Thai                 |  | Nr. | Amphoe             | Thai               |
| 1. | Mueang Kamphaeng Phet | (อำเภอเมืองกำแพงเพชร) |  | 6.  | Phran Kratai       | (อำเภอพรานกระต่าย)  |
| 2. | Sai Ngam              | (อำเภอไทรงาม)        |  | 7.  | Lan Krabue         | (อำเภอลานกระบือ)    |
| 3. | Khlong Lan            | (อำเภอคลองลาน)       |  | 8.  | Sai Thong Watthana | (อำเภอทรายทองวัฒนา) |
| 4. | Khanu Woralaksaburi   | (อำเภอขาณุวรลักษบุรี)    |  | 9.  | Pang Sila Thong    | (อำเภอปางศิลาทอง)   |
| 5. | Khlong Khlung         | (อำเภอคลองขลุง)       |  | 10. | Bueng Samakkhi     | (อำเภอบึงสามัคคี)     |
| |                       |                      |  | 11. | Kosamphi Nakhon    | (อำเภอโกสัมพีนคร)    |

### Lokalverwaltung
Für das ganze Gebiet der Provinz besteht eine Provinz-Verwaltungsorganisation (องค์การบริหารส่วนจังหวัด, kurz อบจ., Ongkan Borihan suan Changwat; englisch Provincial Administrative Organization, PAO).
Auf dem Gebiet der Provinz gibt es des Weiteren 23 Thesaban (‚Kommunen‘) – darunter drei „Städte“ und 20 „Kleinstädte“ – sowie 66 Tambon-Verwaltungsorganisationen.